# Huawei Y6 Pro
Huawei Y6 Pro — смартфон середньо-бюджетного рівня, розроблений компанією Huawei, що є покращеною версією Huawei Y6. Був представлений 10 лютого 2016 року. У Китаї смартфон продавався як Huawei Enjoy 6 та Honor Play 5X, що були прелставлнені у жовтні 2015 року. В Індії смартфон був представлений як Honor Holly 2 Plus.

## Дизайн
Екран смартфона виконаний зі скла. Корпус виконаний з пластику.
Знизу розміщені роз'єм microUSB, динамік та стилізований під динамік мікрофон. Зверху розташований 3.5 мм аудіороз'єм. З правого боку розміщені кнопки регулювання гучності та кнопка блокування смартфона. Другий мікрофон, основна камера та спалах розташовані на задній панелі. Слоти під 2 SIM-картки й карту пам'яті формату microSD до 128 ГБ знаходяться під задньою панеллю, яку можна зняти.
Huawei Y6 Pro продавався в 3 кольорах: сірому, білому та золотому.

## Технічні характеристики

### Платформа
Смартфон отримав процесор MediaTek MT6735P та графічний процесор Mali-T720MP2.

### Батарея
Батарея отримала об'єм 4000 мА·год та підтримку зворотної дротової зарядки.

### Камери
Смартфон отримав основну камеру 13 Мп, f/2.0 (ширококутний) з автофокусом та можливістю запису відео в роздільній здатності 720p@30fps. Фронтальна камера отримала роздільність 5 Мп, світлосилу f/2.2 та можливість запису відео у роздільній здатності 720p@30fps.

### Екран
Екран IPS LCD, 5.0", HD (1280 × 720) зі щільністю пікселів 294 ppi та співвідношенням сторін 16:9.

### Пам'ять
Смартфон продавався в комплектації 2/16 ГБ.

### Програмне забезпечення
Смартфон працює на EMUI 3.1 Lite на базі Android 5.1 Lollipop.